# Račkove plesá

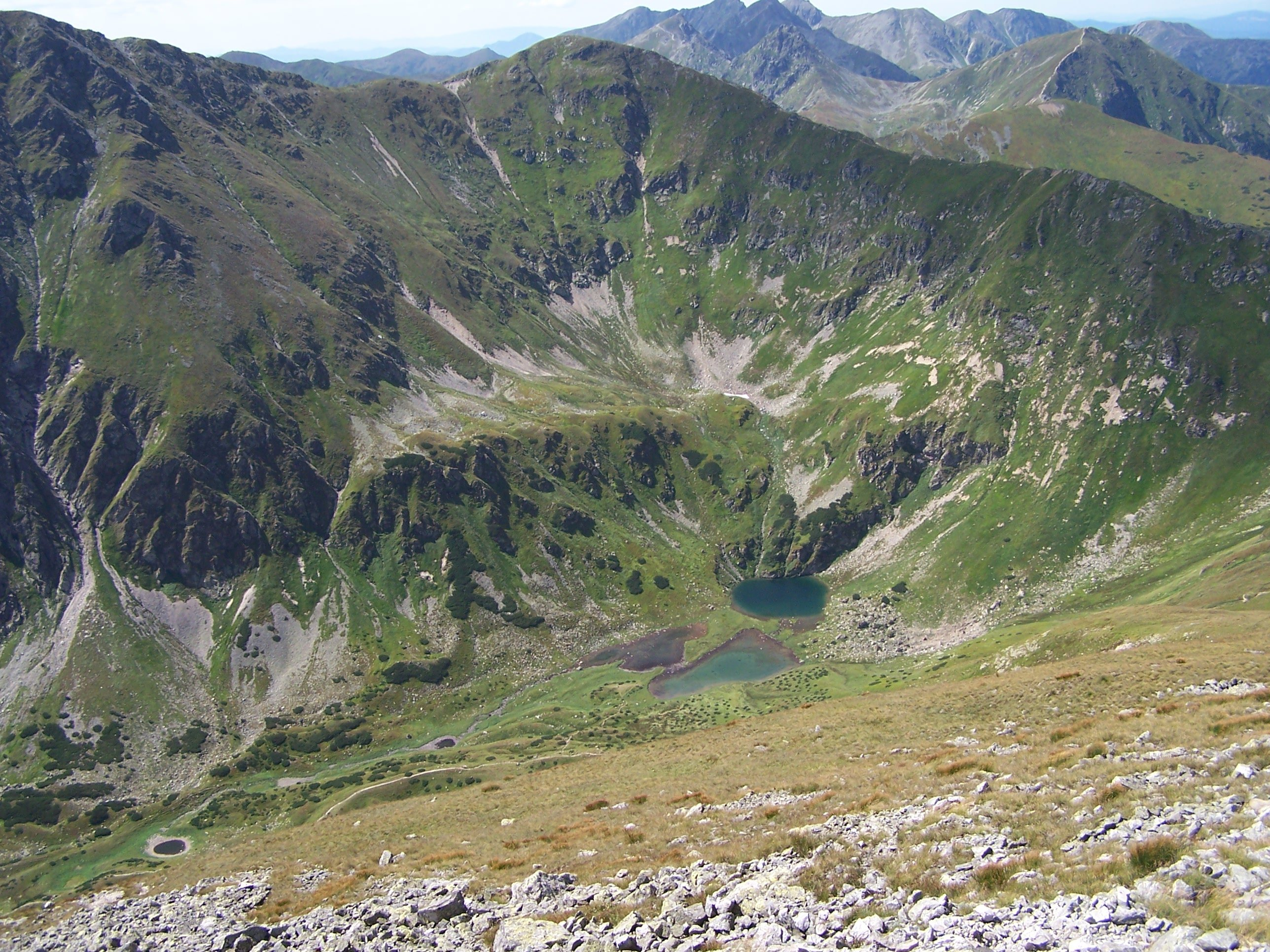
Račkove plesá

Račkove plesá (česky Račkova plesa) je soubor deseti ledovcových jezer nacházejících se v Račkově dolině v Západních Tatrách. Tři větší plesa (Vyšné, Nižné, Suché) se nacházejí v nejvyšším patře doliny a při větším stavu vody se dvě níže položená, případně všechny tři spojují. Zbývajících sedm ples je menších, vysychajících a jen druhé nejníže položené z nich (Čierne) je pojmenované a to spolu s dalšími třemi leží na toku potoka Račková. Jedno leží v blízkosti Nižného Račkova plesa a další tři u  žluté turistické značky stoupající do Račkova sedla. Plesa leží v nadmořské výšce od 1676 do 1717 m a jsou různě velká. Na satelitní mapě z roku 2017 jsou tři plesa vyschlá.

## Plesa
Přehled ples ukazuje tabulka:
| č. | jezero                                                 | rozloha (ha) | délka (m) | šířka (m) | m.hl. (m) | objem (m³) | n.v. (m) | Souřadnice                       |
| -- | ------------------------------------------------------ | ------------ | --------- | --------- | --------- | ---------- | -------- | -------------------------------- |
| I  | Vyšné Račkovo pleso                                    | 0,7425       | 127       | 83        | 12,3      | 27 058     | 1 697    | 49°11′59″ s. š., 19°48′17″ v. d. |
| II | Suché a Nižné Račkovo pleso                            | 1,1840       | 170       | 120       | 1,7       | 5 624      | 1 697    | 49°11′56″ s. š., 19°48′23″ v. d. |
|    | Nižné Račkovo pleso                                    | 0,6700       | 140       | 80        | 1,2       | —          | 1 697    | 49°11′58″ s. š., 19°48′23″ v. d. |
|    | Suché Račkovo pleso                                    | 0,6700       | 128       | 68        | —         | —          | 1 697    | 49°11′55″ s. š., 19°48′22″ v. d. |
|    | Čierne Račkovo pliesko                                 | 0,0280       | 21        | 18        | 1,0       | —          | 1 677    | 49°11′46″ s. š., 19°48′35″ v. d. |
|    | nepojmenované pliesko v údolí Račkova potoka           | 0,0074       | 11        | 9         | —         | —          | 1 680    | 49°11′51″ s. š., 19°48′29″ v. d. |
|    | nepojmenované očko u žluté turistické značky (dolní)   | 0,0028       | 6         | 6         | —         | —          | 1 707    | 49°11′55″ s. š., 19°48′33″ v. d. |
|    | nepojmenované očko u žluté turistické značky (horní)   | 0,0022       | 7         | 4         | —         | —          | 1 717    | 49°11′56″ s. š., 19°48′33″ v. d. |
|    | nepojmenované pliesko u Čierneho Račkova plieska       | 0,0012       | 6         | 2         | [ 6 ]     | —          | 1 676    | 49°11′45″ s. š., 19°48′37″ v. d. |
|    | nepojmenované pliesko u Nižného Račkova plesa          | —            | —         | —         | [ 6 ]     | —          | 1 697    | 49°11′55″ s. š., 19°48′25″ v. d. |
|    | nepojmenovaná očko u žluté turistické značky (severní) | —            | —         | —         | [ 6 ]     | —          | 1 712    | 49°11′57″ s. š., 19°48′32″ v. d. |